# Ascocalyx abietis
Ascocalyx abietis är en svampart som beskrevs av Naumov 1925. Ascocalyx abietis ingår i släktet Ascocalyx och familjen Helotiaceae.  Arten är reproducerande i Sverige. Inga underarter finns listade i Catalogue of Life.